# Amerykańskie Stowarzyszenie Profesjonalistów Pomagających Dzieciom Krzywdzonym
Amerykańskie Stowarzyszenie Profesjonalistów Pomagających Dzieciom Krzywdzonym (ang. American Professional Society on the Abuse of Children, skr. APSAC) – amerykańska organizacja typu non-profit, której działalność adresowana jest do profesjonalistów zajmujących się dziećmi i rodzinami z problemem wykorzystywania lub przemocy domowej wobec nieletnich. Siedziba mieści się w Columbus (Ohio).
Główny cel realizowany przez APSAC to edukacja i pokazywanie dobrych praktyk, a także zapewnianie profesjonalistom różnych dziedzin platform wymiany informacji i doświadczeń. Organizacja promuje osiągnięcia naukowe związane z problematyką krzywdzenia dzieci i zapobiegania temu zjawisku, organizuje konferencje, szkolenia, warsztaty interdyscyplinarne i dyskusje. Istotnym obszarem działania jest organizacja szkoleń w zakresie metodyki prowadzenia przesłuchań sądowych dzieci zeznających w sprawach doznawanej przemocy lub wykorzystywania seksualnego. 
APSAC upowszechnia wiedzę ze swojego zakresu zainteresowania w społeczeństwie, m.in. wydając profesjonalne kwartalniki zatytułowane: The APSAC Advisor i Child Maltreatment. Wydano też: dwie edycje poradnika The APSAC Handbook of  Child Maltreatment, który analizował zjawisko maltretowania dzieci z interdyscyplinarnego punktu widzenia oraz słownik terminologiczny ujednolicający słownictwo związane z przemocą wobec dzieci. Organizacja wydaje kodeks etyczny zawierający zasady i standardy udzielania pomocy dzieciom krzywdzonym. Od 1997 APSAC wydaje też wytyczne interdyscyplinarne na temat pomocy dzieciom tworzone przez ekspertów z różnych dziedzin.
Przewodniczącą stowarzyszenia jest Janet F. Rosenzweig.